# Hämähäkit
Hämähäkit är öar i Finland. De ligger i Skärgårdshavet och i kommunen Nådendal i landskapet Egentliga Finland, i den sydvästra delen av landet. Öarna ligger omkring 41 kilometer väster om Åbo och omkring 190 kilometer väster om Helsingfors.
Arean för den av öarna koordinaterna pekar på är 1,1 hektar och dess största längd är 180 meter i sydöst-nordvästlig riktning. Närmaste större samhälle är Tövsala, 19,8 km norr om Hämähäkit.